# イオンモール長久手

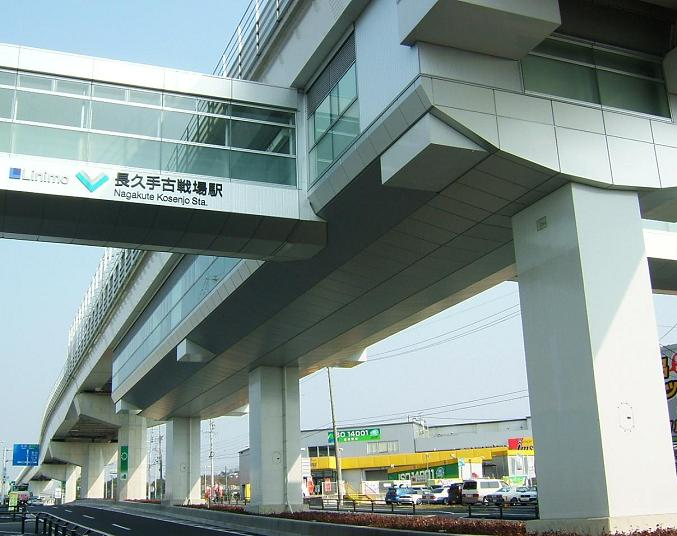
リニモ 長久手古戦場駅

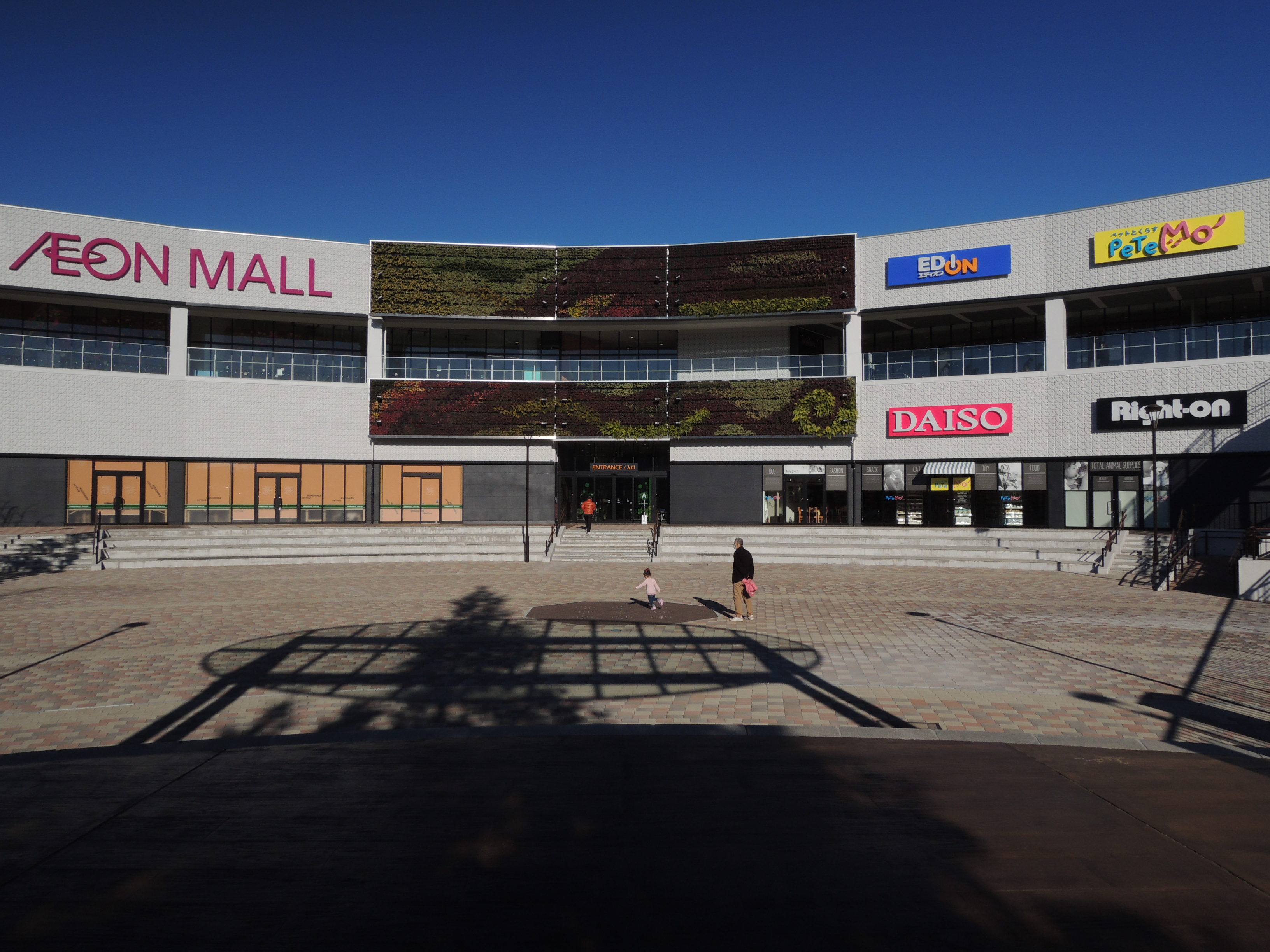
イオンモール長久手　駅前棟

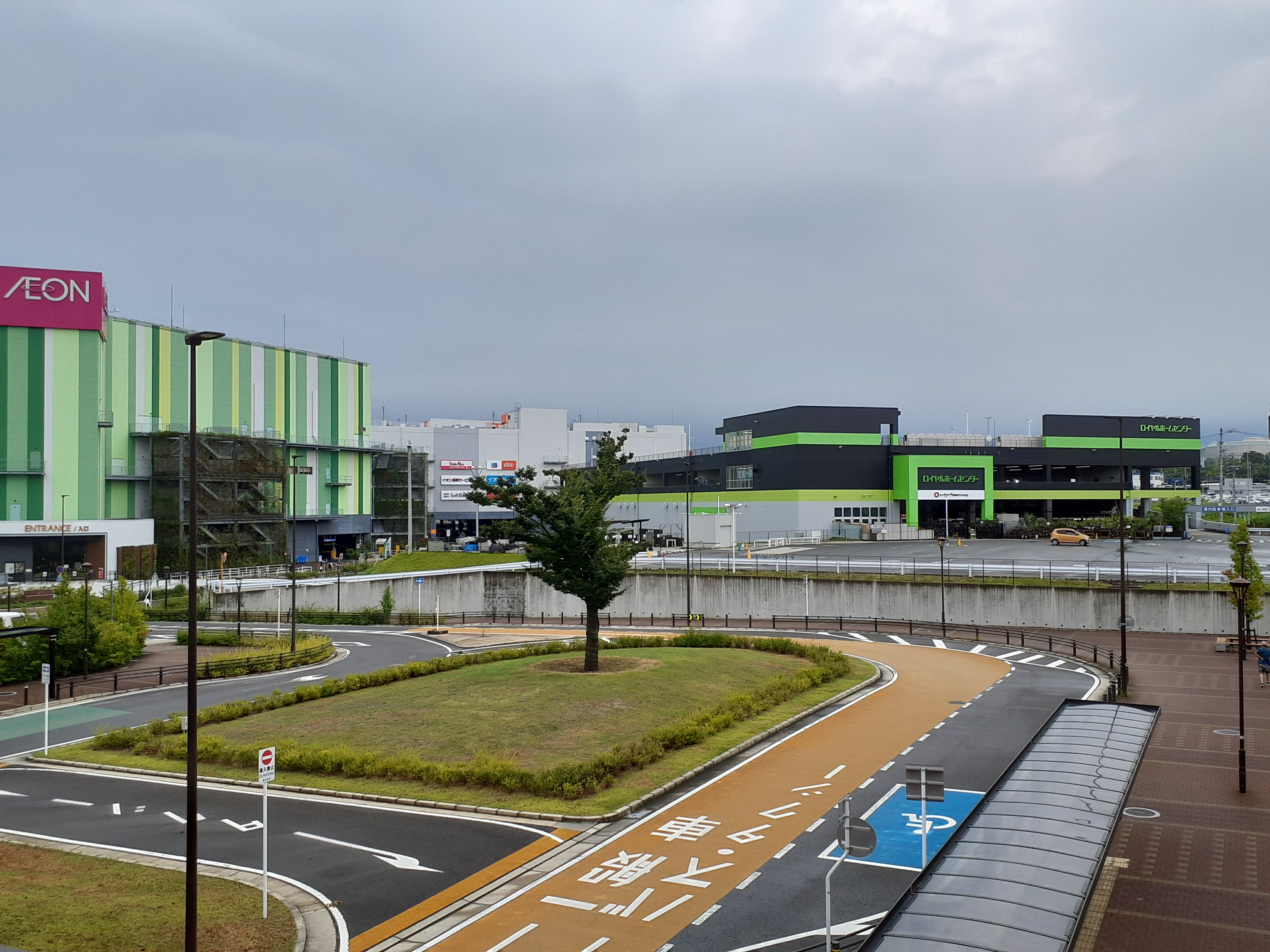
ロイヤルホームセンター長久手店に隣接している。

イオンモール長久手（イオンモールながくて）は、愛知県長久手市に所在し、イオンスタイル長久手を中核店舗とするショッピングセンターである。
2016年（平成28年）12月6日にソフトオープンし、12月9日にグランドオープン。
地元では「'''ナガイモ'''」（長久手のイオンモールの意）と呼ばれることがある。

## 概要
当施設は長久手市が、長久手市第5次総合計画においてシンボル・コア（都市核）として進める長久手中央土地区画整理事業の中核施設の一つである。建物は本棟と駅前棟に分かれており、それらは2階の連絡通路で接続している。また、最寄り駅である長久手古戦場駅と駅前棟2階も接続している。

## 施設
平均年齢が日本一若く、人口増加が続いている長久手市に立地していることから、子育て世代や女性目線の売り場づくりをテーマに掲げている。
本棟2階に女性専用パウダールームを設置し、イオンモールインフォメーションには男性従業員を配している。
子ども向け無料遊戯施設として3階フードフォレスト内には裸足で遊べるKIDSPARKや、モール各所および一部専門店内にもキッズスペースを設置している。また、イベントスペースとして約90坪のイオンホールの他、約1 - 5坪のスペースをモール各所に設定している。

## テナント

### 主なテナント
出店店舗全店の一覧・詳細情報は公式サイト「ショップリスト」を参照。
なお、以下のテナントの他にロイヤルホームセンターが直結している。
- エディオン
- イオンシネマ
- 無印良品
- 未来屋書店
- PeTeMo
- ダイソー

## イオンシネマ長久手
イオンモール長久手本棟4階内に、2016年（平成28年）12月9日グランドオープンした。通常営業時間は9:00 - 24:00。スクリーン6は日本初のD-BOX専用スクリーンである。
| スクリーンNo. | 座席数 | 車椅子席数 | 備考                                    |
| ------------- | ------ | ---------- | --------------------------------------- |
| 1             | 97     | 2          |                                         |
| 2             | 100    | 2          |                                         |
| 3             | 100    | 2          |                                         |
| 4             | 97     | 2          |                                         |
| 5             | 173    | 2          | デジタル3D対応                          |
| 6             | 96     | 2          | デジタル3D対応、D-BOX全席導入           |
| 7             | 100    | 2          |                                         |
| 8             | 100    | 2          | デジタル3D対応                          |
| 9             | 304    | 2          |                                         |
| 10            | 402    | 3          | デジタル3D対応、CHRISTIE vive AUDIO対応 |

## 交通アクセス

### 公共交通機関
愛知高速交通東部丘陵線（リニモ）
- 長久手古戦場駅

名鉄バス
- 長久手古戦場駅
  - ただし、2016年12月21日から2017年1月15日の間、一部の便において当停留所を休止状態とした[注 3][11][12][13][14]。

豊鉄バス（高速バス）
- 山の湊号：長久手古戦場駅[15]

N-バス
- 中央循環線：長久手古戦場駅

くるりんばす
- 中央線：長久手古戦場駅
  - くるりんばす中央線は2017年4月1日より名鉄バスの路線（日進中央線）に移行された[18][19]。
- 北コース：長久手古戦場駅

#### 過去の交通アクセス
2017年（平成29年）1月9日まで、名鉄瀬戸線 尾張旭駅と当施設の間に臨時無料シャトルバスを運行していた。

### クテポ
名古屋市内と長久手市を含めた東部丘陵地域を結ぶリニモの利用促進を目的に、交通系IC乗車券利用促進サービス『クテポ』（「長久手」の「ポイント」）を実施している。
manaca等（相互利用している交通系IC乗車券）の各交通系IC乗車券を使ってリニモ「長久手古戦場（イオンモール長久手 前）駅」で降車、2階インフォメーション横の専用端末にIC乗車券をタッチすることで一人（同一対象乗車券）につき1日1回限り10ポイントが付与される。ポイントが規定数以上貯まるとイオンモール長久手専門店で使えるお買物券（100円分・300円分・500円分）と交換できる。
2017年（平成29年）3月より、土日祝日は保有ポイント数に関わらず、リニモを利用したIC乗車券をタッチすることで100円分のお買物券が発行される様になった。

### 自動車
名古屋瀬戸道路
- 長久手ICよりグリーンロード（県道6号）経由で西へ約2km。

東名高速道路（名古屋第二環状自動車道（名二環））
- 名古屋IC（本郷IC）よりグリーンロード（県道60号・県道6号）経由で東へ約3km。

## 駐車場
- 駐車場は、本棟内（地下1階・1階・屋上）および立体駐車場（地下1階・1階・中2階・2階・中3階・3階・4階）の他、ロイヤルホームセンター長久手屋上駐車場[注 8]、敷地外駐車場が利用可能。なお、ロイヤルホームセンター屋上駐車場は20:30で閉場されるため注意が必要。

- 入庫から最初の4時間無料、以降30分毎に200円徴収され、最大料金は設定されていない。なお、イオンシネマ利用でさらに3時間無料で最大7時間無料になる。このルールは、ロイヤルホームセンター屋上駐車場および敷地外駐車場には適用されない。

- 2019年（令和元年）7月22日より、駐車場チケットレスシステムの運用が実施されている。
  - チケットレス化に伴い、事前精算機の利用が出来なくなったため、無料時間を超えた場合の精算は、出口の精算機のみでの精算となる。[22]

## 施設周辺
- ロイヤルホームセンター 長久手店[注 8]
- 古戦場公園
- 長久手中央2号公園[注 9]
- リニモテラス公益施設
- あいち銀行 長久手支店[注 10]
- 東京インテリア家具 長久手店
- 名鉄バス名古屋営業所
- トヨタ博物館
- 豊田中央研究所
- 長久手市立長久手中学校
- グランパルク（アピタ長久手店）
- IKEA長久手
- 名古屋瀬戸道路長久手IC[注 11]
- 愛知県口論義運動公園
- 愛知県道6号力石名古屋線（グリーンロード）
- 愛知県道57号瀬戸大府東海線
- 愛知県道60号名古屋長久手線（御富士線）
- 愛知県道233号岩作諸輪線（別ルート）

### 注記
1. ↑  近隣住民向けに先行オープンすること。
2. ↑  対象年齢5歳まで
3. ↑  イオンモール長久手オープンに伴い周辺道路が混雑し、運行上に影響があることから、10時～18時の一部便を通過扱いとして運行していた。
4. ↑  後に尾張旭駅と長久手古戦場駅を、愛知医科大学経由で結ぶ名鉄バスの路線が開設された。
5. ↑  IC定期券でも可。
6. ↑  ポイントは別途付与される
7. 1 2  ただし、ホームページには一切記載はない。
8. 1 2  ロイヤルホームセンター利用者との共用駐車場で、本棟3階と連絡通路で結ばれている。歩行者は相互に行き来できるが、自動車はロイヤルホームセンター側からイオンモール側への一方通行。
9. ↑  駅前棟すぐ前にある広場。
10. ↑  当施設内にもATM（名古屋銀行との共同ATM。なおATM自体は、藤が丘支店（名古屋市名東区藤が丘）→長久手支店[23]の店舗外ATMを経て2021年（令和3年）11月10日より名古屋銀行との共同ATMに移行している[24]）が設置されている。
11. ↑  実質的には東名高速道路のICである。